# فرورانش
فرورانش (به انگلیسی: Subduction) در زمین‌شناسی به لغزیدن یک پوسته زیر پوسته دیگر فرورانش می‌گویند. پوسته پایین‌رونده در گوشته زمین فرومی‌رود و ذوب می‌شود. به منطقه‌ای در زمین که دو پوسته از سطح کره زمین به سمت هم حرکت کرده و یکی از پوسته‌ها زیر پوسته دیگر می‌لغزد، پهنه فرورانش می‌گویند.
وقتی پوسته اقیانوسی نسبت به پوسته قاره‌ای حرکت همگرا داشته باشد، بعد از برخورد پوسته اقیانوسی زیر پوسته قاره نفوذ می‌کند و آرام آرام زیر آن می‌رود. این نفوذ می‌تواند حدوداً تا عمق ۷۰۰ کیلومتری (مرکز گوشته بالایی و گوشته پایینی) ادامه پیدا کند.
هنگام فرورانش مقداری از پوسته قاره‌ای به زیر کشیده می‌شود و درازگودال را تشکیل می‌دهد.
زمین‌لرزه‌های نیرومند و زلزله‌های عمیق از ویژگی‌های مناطق فرورانش هستند.
گاهی به موازات برخورد دوپوسته قاره‌ای و اقیانوسی، رشته کوه‌ها و کوه‌های آتشفشانی به وجود می‌آیند.